# Bédoin-observatoriet
Bédoin-observatoriet (franska: Observatoire de Bédoin) är ett observatorium i Bédoin, Frankrike. Det grundaste av astronomen Pierre Antonini.
Minor Planet Center listar observatoriet som upptäckare av 1 asteroid.
Asteroiden 13705 Llapasset upptäcktes den 19 augusti  1998.